# Phytomyza distantinervis
Phytomyza distantinervis este o specie de muște din genul Phytomyza, familia Agromyzidae, descrisă de Gabriel Strobl în anul 1909.
Este endemică în Austria. Conform Catalogue of Life specia Phytomyza distantinervis nu are subspecii cunoscute.